# LITALICO

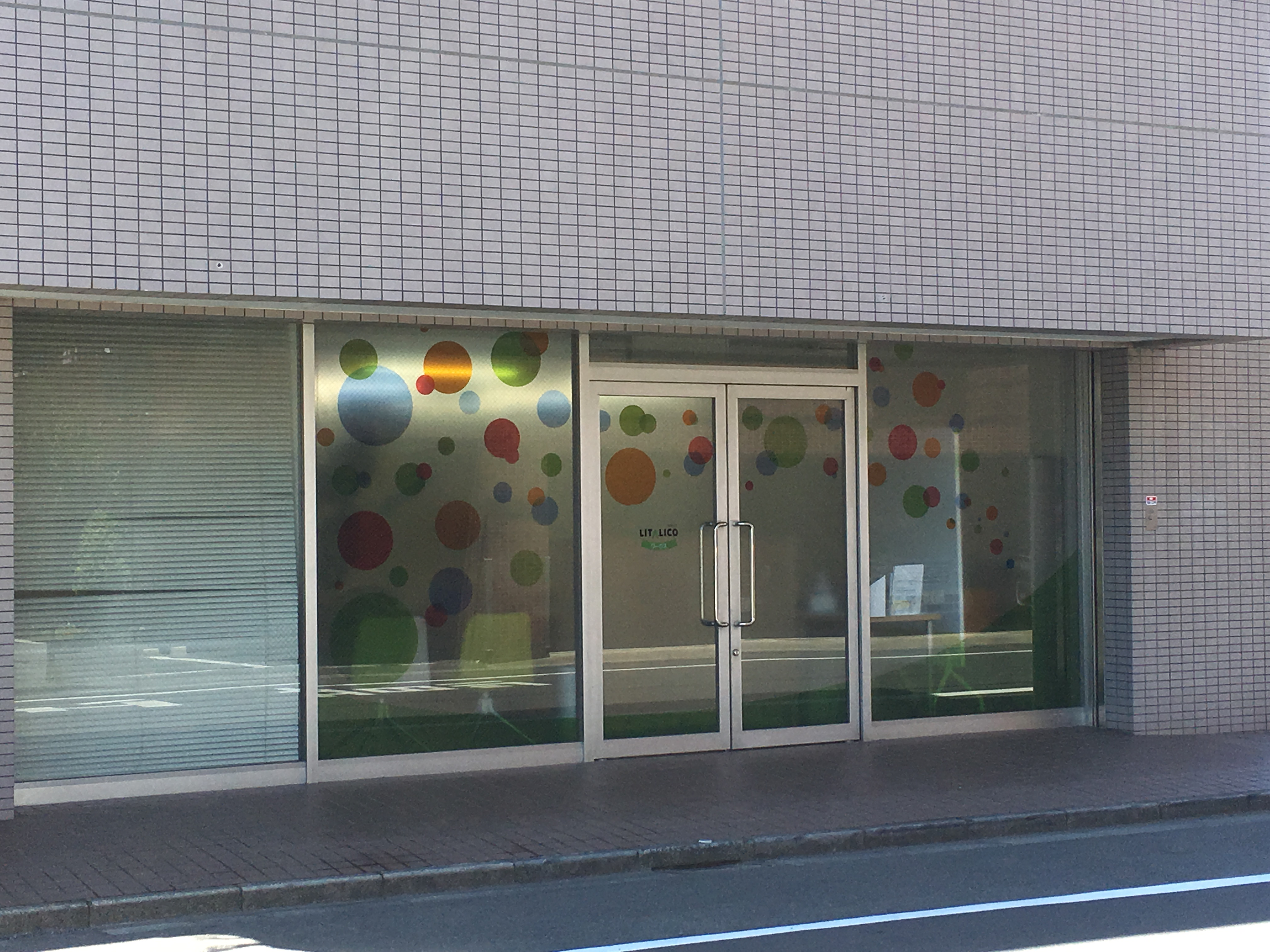
LITALICOワークス所沢

株式会社LITALICO（りたりこ）は、障害者向け就労支援事業や子どもの可能性を拡げる教育事業等で、障害福祉領域において複数の事業を展開している会社である。

## 概要
「障害のない社会を作る」というビジョンを掲げ、全国主要都市で就労移行支援事業所「LITALICOワークス」や、発達障害のある子どもに向けた療育・学習支援サービス「LITALICOジュニア」、子ども向けのロボット・プログラミング教室の「LITALICOワンダー」を運営している。社名の由来は日本語の「利他」と「利己」から来ている。従来から提供している対人向けのサービスに加え、2016年以降はインターネットメディア事業にも注力しており、日本最大級の発達障害者向けポータルサイト「発達ナビ」を運営している。また、社会課題を解決するパートナー企業への投資にも積極的に取り組んでいる。

## 事業内容
- 障害者総合支援法に基づく就労支援事業
  - 就労移行支援サービス LITALICOワークス
    - サービス内容
      - 身体障害・知的障害・精神障害のある方に限らず、発達障害や難病のある方などの「働きたい」をサポート。
      - 働くことに障害のある方への就労支援サービスで、PCスキル・履歴書添削などの就職準備や、企業インターン・面接同行など企業の人事担当者との調整等を実施。

    - 拠点数：82拠点（2020年3月時点）
    - 利用者数：2,859名（2020年3月時点）
    - 2019年度就職者数：1,287名（A型を除く）[3]
    - 2019年度定着率：89.7％（就職後半年間・A型を除く）
- 発達障害のあるお子さまへ向けたソーシャルスキル&学習教室 LITALICOジュニア
  - サービス内容
  - 幼児から高校生までを対象にした、ソーシャルスキル&学習教室
    - 拠点数：111拠点（2020年3月時点）
    - 生徒数：7,447名（2020年3月時点）
- 学習塾及び幼児教室の運営事業
  - ソーシャルスキル＆学習教室
  - IT×ものづくり教室
    - サービス内容
    - 拠点数：9拠点（2018年3月時点
    - 生徒数：2,200名（2018年3月時点）
- インターネットメディア事業
- ライフプランニング事業「LITALICOライフプランニング」
- 学会・研究機関連携、政策提言「LITALICO研究所]」
- テクノロジー研究、アプリ開発「LITALICO FUN STUDIO]」

## 事業拠点数
2022年9月現在
- 就労移行支援サービス「LITALICOワークス」：113拠点
- ソーシャルスキル＆学習教室「LITALICOジュニア」：151拠点
- IT×ものづくり教室「LITALICOワンダー」：19拠点

## 沿革
- 2005年12月 - 宮城県仙台市に株式会社イデアルキャリアを創業。
- 2006年8月 - 株式会社ウイングルに商号変更。
- 2008年3月 - 就労移行支援事業「ウイングル」（現LITALICOワークス）開始。
- 2011年6月 - 教育事業「Leaf」（現LITALICOジュニア）開始。
- 2013年7月 - 車いすユーザーも乗れる新しいパーソナルモビリティ開発会社WHILL Inc. に出資[5]。
- 2013年12月 - 東京都目黒区上目黒（現住所）に東京本社を移転。
- 2014年4月 - IT×ものづくり教室「Qremo」（現LITALICOワンダー）開始。
- 2014年6月 - 株式会社LITALICO（りたりこ）に商号変更。
- 2015年9月 - 社内研究機関である「LITALICO研究所」を開設。
- 2016年1月 - 発達障害の子どもの子育てを支援するポータルサイト「LITALICO発達ナビ」をオープン。
- 2016年3月 - 東京証券取引所マザーズ上場[6]。
- 2016年8月 - サービスブランドをLITALICOヘ統合。「ウイングル」を「LITALICOワークス」に、「Leaf」を「LITALICOジュニア」に、「Qremo」を「LITALICOワンダー」にそれぞれサービス名称変更。
- 2017年3月 - 東京証券取引所第一部に市場変更[7]。
- 2017年10月 -  保育士不足や家族コミュニケーションにおける社会課題解決に挑むユニファ株式会社への投資を実施。
- 2018年3月 - 働くことに障害のある方と就労支援事業所をマッチングする情報サイト「LITALICO仕事ナビ」を開始。
- 2018年4月 - 発達障害の子どもを支援するアプリ「こえキャッチ」、世界の優秀アプリを表彰する「2018 Google Play Awards」にノミネート[8]。
- 2018年5月 - 家族向けのライフプラン作成支援サービス「LITALICOライフ」を開始。
- 2018年8月 - スマート補聴器を開発する韓国のスタートアップ企業「Olive Union, inc.」への投資を実施[9]。
- 2019年2月 - 障害福祉で働きたい人のメディア＆転職サービス「LITALICOキャリア」を開始
- 2020年4月 - インターネットプラットフォーム事業（「LITALICO発達ナビ」、「LITALICO仕事ナビ」、「LITALICOキャリア」）を、株式会社LITALICOメディア&ソリューションズに新設分割
- 2021年4月 - 株式交換により、株式会社LITALICO（初代）は株式会社LITALICOメディア&ソリューションズの完全子会社となる[10]。「LITALICOワンダー」事業及び 「LITALICOジュニア」事業、グループ経営・子会社管理管理事業の一部を株式会社LITALICOメディア&ソリューションズへ吸収分割[11]。株式会社LITALICOメディア&ソリューションズが株式会社LITALICO（2代）へ、株式会社LITALICO（初代）が株式会社LITALICOパートナーズへ、それぞれ商号変更[12]。